# ایزرائیل ریگاردی
ایزرائیل (اسرائیل) ریگاردی (به انگلیسی: Israel Regardie) متولد شده با نام فرانسیس ایزرائیل (اسرائیل) ریگادی (به انگلیسی: Francis Israel Regudy) (۱۷ نوامبر ۱۹۰۷ تا ۱۰ مارس ۱۹۸۵)، یک جادوگر، نویسنده و منشی و کاتب شخصی آلیستر کراولی بود. وی بیشتر به خاطر کتاب‌ها و یادداشت‌هایش در سازمان هرمسی پگاه زرین شناخته شده‌است.

## زندگی‌نامه
ریگاردی در لندن از بارنت ریگودی که تولیدکننده سیگار بود و همسرش فیبی پری به دنیا آمد. والدین او از یهودیان ارتدوکس فقیری بودند که از روسیه به لندن مهاجرت کرده بودند. خانواده آنان بعداً نام خود را به ریگاردی تغییر دادند. در سال ۱۹۲۱ او به همراه والدین خود به ایالات متحده مهاجرت کردند و در واشینگتن دی.سی. ساکن شدند. او به تحصیل هنر در واشینگتن پرداخت. همچنین او یک معلم شخصی برای زبان عبری داشت. او به کتابخانه کنگره بسیار سر می‌زد و کتابهای زیادی در زمینه یوگا، تئوسوفی و فلسفه هندویسم می‌خواند. او به سازمان مخفی رز-صلیب پیوست.

## در زمینه علوم خفیه
بعد از خواندن کتاب مجیک نوشته آلیستر کراولی، ریگاردی سعی کرد با او ارتباط برقرار کند و در سن ۲۱ سالگی به انگلستان بازگشت. کراولی به او پیشنهاد کرد که به عنوان منشی او شروع به کار کند. بعد از اینکه در سال ۱۹۳۲ آندو راه خود را از یکدیگر جدا کردند ریگاردی برای کراولی احترام زیادی قائل بود. در این زمان او کتاب «درخت زندگی» را منتشر کرد که راهنمای سحر بود که از کارهای کراولی تأثیر گرفته بود. ریگاردی بعداً زندگینامه کراولی به نام «چشم در مثلث» را منتشر کرد. در ساال ۱۹۳۴ او کتابی به نام پگاه زرین منتشر کرد که در آن بسیاری اسرار سازمان هرمسی پگاه زرین را نوشت. اینکار باعث دشمنی بسیاری از اعضای این سازمان با او شد. در سن ۳۰ سالگی ریگاردی به ایالات متحده بازگشت و تحصیل خود را در زمینه سایکو آنالیز و سایکوتراپی شروع کرد. او به تدریس روان‌شناسی پرداخت تا اینکه در سال ۱۹۸۱ در سن ۷۴ سالگی بازنشسته شد و به آریزونا رفت. در سال ۱۹۸۵ در سن ۷۷ سالگی در آریزونا در اثر سکته قلبی درگذشت.